# Neil James Young
Neil James Young, ou simplesmente Neil Young (Manchester, 17 de fevereiro de 1944 - Manchester, 3 de fevereiro de 2011) foi um futebolista inglês que atuava como atacante e disputando mais de 400 partidas na Football League. Jogou boa parte de sua carreira pelo Manchester City, clube pelo qual foi campeão inglês em 1968.
A notícia de sua morte, em 2011, gerou alguma confusão entre fãs do cantor canadense homônimo, que pensavam que se tratava do falecimento do ídolo da música.